# Actes d'André

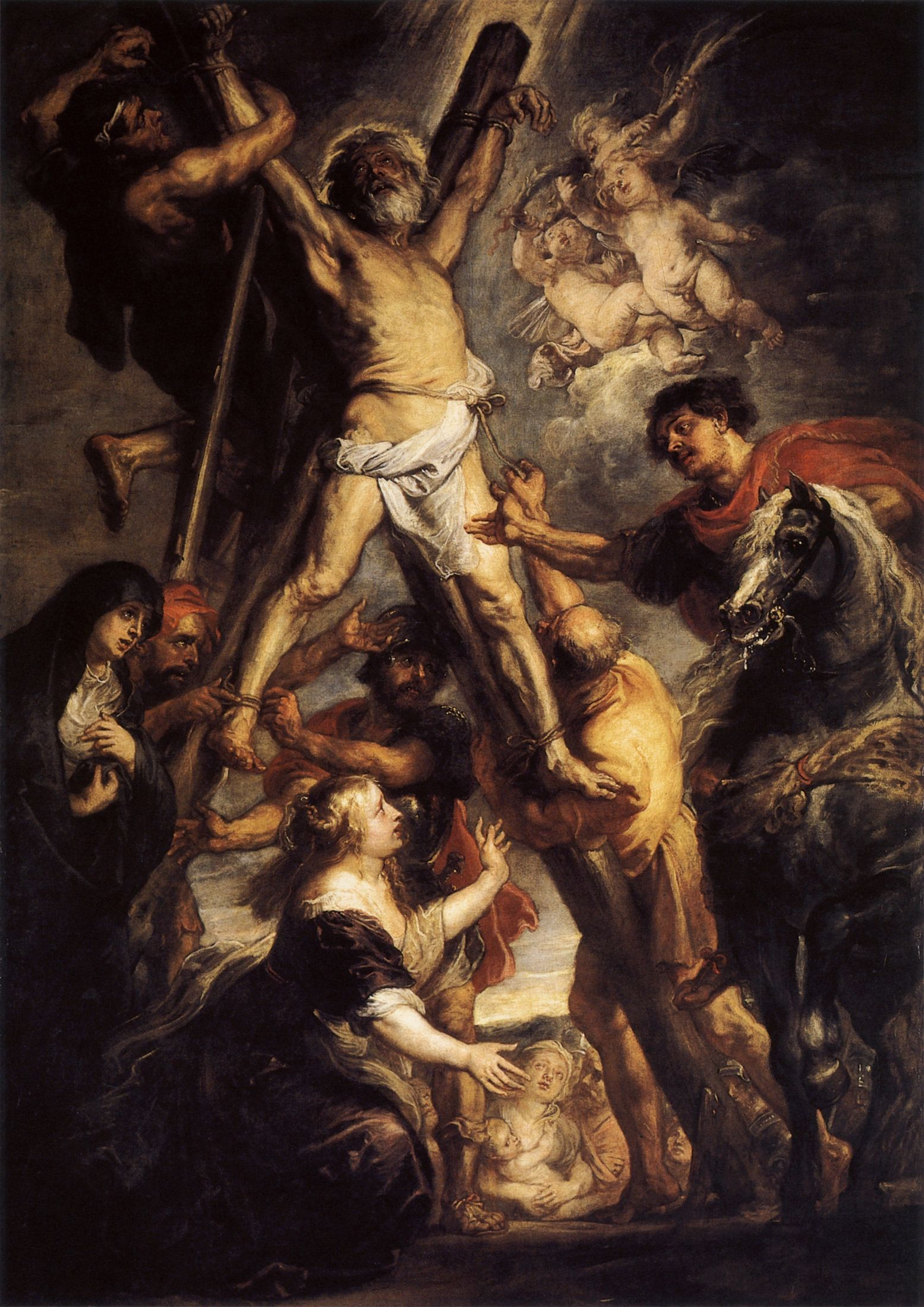
Le martyre de Saint André, peint par Rubens (1638).

Les Actes d'André (Acta Andreae) est un écrit apocryphe chrétien.
Il est le premier témoignage des actes et des miracles de l'apôtre André. La version survivante est évoquée dans une œuvre du IIIe siècle, le psautier copte manichéen, fournissant un terminus ante quem, selon ses éditeurs, Montague Rhodes James (1924) et Jean-Marc Prieur dans The Anchor Bible Dictionary (vol. 1, p. 246), mais il montre plusieurs signes d'une origine du milieu du IIe siècle. Prieur déclare que "la christologie distinctive du texte" et son absence de mention de l'organisation de l'église, de la liturgie et des rites ecclésiastiques, conduisent à "militer pour une datation précoce". Au IVe siècle, les Acta Andreae sont relégués dans les apocryphes du Nouveau Testament.
Prieur déclare également que son « ton serein » et son innocence de toute polémique ou contestation concernant ses idées ou sa conscience de l'hétérodoxie, notamment dans le domaine de la christologie, montrent qu'« elle est issue d'une période où la christologie de la Grande Église n'avait pas encore pris forme ferme. »
Les récits épisodiques dans lesquels André figure survivent de manière incomplète dans deux traditions manuscrites, mis à part les citations et les fragments qui sont supposés provenir de sections perdues. L'un est un ancien manuscrit copte d'une partie de l'un des récits, conservé à la bibliothèque de l'Université d'Utrecht. L'autre est incarné dans le Martyrium grec, complété par des manuscrits qui le portent à 65 chapitres.
Traditionnellement, le texte est basé sur les Actes de Jean et les Actes de Pierre, et a pour auteur le « Leucius Charinus » à qui l'on attribue tous les romans du IIe siècle. Comme ces œuvres, les Actes d'André décrivent les voyages supposés du personnage principal, les miracles qu'il a accomplis au cours de ceux-ci et enfin une description de son martyre.
Dans un texte séparé connu sous le nom des Actes d'André et de Matthias, édité par Max Bonnet en 1898 et traduit par MR James, Matthias est dépeint comme un captif dans un pays d'anthropophages (littéralement ' les mangeurs d'hommes, c'est-à-dire les cannibales) et est sauvé par André et Jésus ; il n'est plus considéré comme faisant partie du texte des Acta Andreae.
Comme ceux des deux livres des Actes sur lesquels il semble basé, les miracles sont extrêmement surnaturels et très extravagants. Par exemple, outre les miracles habituels de ressusciter les morts, de guérir les aveugles, etc., il survit en étant placé parmi des animaux féroces, calme les tempêtes et bat les armées simplement en se signant. Il y a aussi beaucoup de moralisation - André fait mourir un embryon qui était illégitime, et sauve également un garçon de sa mère incestueuse, un acte qui l'amène à porter de fausses accusations contre eux, obligeant Dieu à envoyer un tremblement de terre pour libérer André et le garçon. Le texte s'aventure tellement dans le domaine des événements surnaturels extrêmes que, tout en étant crucifié, André est encore capable de donner des sermons pendant trois jours.
Eusèbe de Césarée connaissait l'œuvre, qu'il rejetait comme la production d'un hérétique et absurde. Grégoire de Tours fut ravi d'en trouver un exemplaire et en écrit une recension drastiquement réduite vers 593, omettant les parties pour "qui, à cause de sa verbosité excessive, [il] fut appelé par quelque apocryphe", pour lequel il sentait qu'il avait été condamné. Sa version libre efface le détail selon lequel la prédication ascétique de l'apôtre a poussé la femme du proconsul à quitter son mari - socialement et moralement inacceptable pour un public mérovingien  met le récit en conformité avec l'orthodoxie catholique de son temps, puis ajoute du nouveau matériel.
Les Actes d'André sont souvent classés comme une œuvre gnostique avant que la bibliothèque de Nag Hammadi ne clarifie la compréhension moderne du gnosticisme. Dans son livre, Christianizing Homer: The Odyssey, Platon, and the Acts of Andrew, Dennis MacDonald pose la théorie selon laquelle les Actes non canoniques d'André sont un récit chrétien de l'Odyssée d'Homère.